# Argentinski oslič
Argentinski oslič (znanstveno ime Merluccius hubbsi) je morska riba iz družine osličev. Razširjen je v vodah jugozahodnega Atlantika, ob obalah Argentine.
Po zunanjem izgledu je podoben osliču, doseže pa dolžino do 95 cm in lahko tehta do 5 kg. Običajno se zadržuje v globinah med 100 in 200 m, hrani pa se z raznimi raki, mehkužci in ribami. Spomladi se seli proti jugu, v jeseni pa na sever.